# Synagoga w Nancy
Synagoga w Nancy – czynna synagoga położona w Nancy przy Bulwarze Joffre. W jej sąsiedztwie swoją siedzibę ma Żydowskie Stowarzyszenie Kulturalne. 

## Historia
Gmina żydowska w Nancy istniała na pewno pod koniec XV wieku, kiedy w mieście mieszkało 12 rodzin żydowskich. W dalszych stuleciach z powodu nietolerancyjnej polityki władz miasta grupa ta zmnieszyła się do kilku rodzin, zaś w 1721 książę Lotaryngii wydał zezwolenie stałego pobytu w mieście jedynie dla 4 rodzin żydowskich. Synagoga jest drugą co do wieku zachowaną świątynią żydowską we Francji, po zaprojektowanej przez tego samego autora - Augustina Charlesa Piroux - synagodze w Lunéville. Pierwotnie była położona na podmokłych terenach poza miastem, w jego centrum znalazła się w miarę rozwoju urbanistycznego Nancy. 
W latach 1841 i 1861 synagoga była rozbudowywana z racji rozwoju gminy żydowskiej w Nancy, natomiast jej obecną elewację wykonał w 1935 Alfred Thomas. Od 1984 budynek posiada status zabytku. Synagoga jest czynna; w mieście żyje ok. 350 rodzin żydowskich. Dzięki postawie miejscowej policji w czasie hitlerowskiej obławy w Nancy udało się uratować większość Żydów mieszkających w mieście przed II wojną światową. 
W 2007 synagoga została otoczona trzymetrowym parkanem w celu uchronienia jej od aktów wandalizmu. 

## Architektura
Wzniesiona w stylu neobizantyjskim synagoga posiada troje półkolistych drzwi bez portali oraz położoną w centralnym punkcie fasady rozetę otoczoną przez napis w j. francuskim "Będziesz kochał bliźniego jak siebie samego". Poniżej rozety znajdują się trzy półkoliste okna, podobne dwa zostały rozmieszczone na krańcach fasady. Elewację budynku zdobią ponadto płaskorzeźby z motywami geometrycznymi. Całość wieńczą wyrzeźbione tablice z dziesięcioma przykazaniami. 